# Accacidia divergiprocessicae
Accacidia divergiprocessicae är en insektsart som beskrevs av Sohi, Mann och Shenhmar 1987. Accacidia divergiprocessicae ingår i släktet Accacidia och familjen dvärgstritar. Inga underarter finns listade i Catalogue of Life.